# NGC 3169
NGC 3169是一個位於六分儀座的螺旋星系。該星系的形狀受到鄰近星系NGC 3166的重力擾動而變形。2003年在該星系內發現超新星SN 2003cg。

## 外部連結
- APOD: NGC 3169 and NGC 3166 (02/28/2004)（页面存档备份，存于）
- ADS: Supernova 2003cg in NGC 3169
- SEDS: NGC3169
- WikiSky上关于NGC 3169的内容：DSS2, SDSS, GALEX, IRAS, 氢α, X射线, 天文照片, 天图, 文章和图片